# Jardín botánico de Causses
El jardín botánico de Causses (en francés : Jardin botanique des Causses) es un jardín botánico de 6000 m² de extensión en Millau, Francia. Reúne la flora característica de los causses, unas mesetas calcáreas del sur del Macizo Central francés.

## Localización
Jardin botanique des Causses 17 Avenue Charles de Gaulle, Millau, Département de Aveyron, Midi-Pyrénées, France-Francia. 
Planos y vistas satelitales, 44°5′55″N 3°4′42″E / 44.09861, 3.07833
Está abierto todos los días del año y la entrada es gratuita.

## Historia
El jardín botánico fue creado en 1996 en el interior del parque de la Victoire. Espacio destinado al conocimiento botánico de la flora que se puede encontrar en los causses, incluido el Parque natural regional de las Grands Causses.

## Colecciones
Este jardín botánico alberga :
- Colección de flora nativa representativa de los bosques y los céspedes secos de Grands Causses, con 130 especies. Con plantas de porte herbáceo y robles, hayas, madroños, que componen las partes enselvadas mientras que el boj y ginebro confinan los caminos de la landa esteparia.
- Rosaleda, con una colección de rosas antiguas y modernas.
- Colección de orquídeas silvestres del Aveyron.
- Flores ornamentales con un despliegue de plantaciones de unas 10.000 plantas de flor dos veces al año.
- Plantas de interés Cedrus libani, Liquidambar, Sequoia sempervirens.

En el mes de mayo el jardin des Causses se colorea con las adonis y se pueden admirar sus numerosas orquídeas silvestres.